# Nikola Kuzanski
Nikola Kuzanski (lat. Nicolaus Cusanus; Kues, 1401 — Todi, 11. avgust 1464) bio je nemački katolički biskup i polihistor.
Nikola Kuzanski bio je nemački kardinal i filozof iz doba renesanse. On se povezuje s učenjem o slaganju suprotnosti, napadom na Aristotelov zakon neprotivrečnosti koji je bio od istorijskog uticaja. On je bio jedan od najranijih mislilaca koji je porekao geocentričnu koncepciju svemira, i potvrdio neograničenu prirodu prostora. Njegovo glavno delo je „O učenom neznanju” (De Docta Ignorantiae napisano 1440. godine).
Nikola Kuzanski je ostao uticajna figura. Godine 2001, šeststogodišnjica njegovog rođenja je proslavljana na četiri kontinenta i komemorisana publikacijama o njegovom životu i radu.

## Nikola Kuzanski „”
U vremenu koje je tražilo promene celokupnog načina razmišljanja i života, rodio se i živio Nikola Kuzanski (1401—1464). Napredujući u crkvenoj hijerarhiji, imenovan je biskupom 1450. godine. Važnost njegove filozofske i teološke misli je neosporna, posebno za vreme u kojem je živeo. Značajan je doprinos ostavio svojim konceptom beskonačnosti, a kojim je posebno uticao na Đordana Bruna (1548—1600) i Baruha Spinozu (1632—1677). Njegovo najznačajnije filozofsko delo je „De docta ignorantia”, koje je dovršio 1440. godine u Kuesu.

### Tumačenje pojma „”
Sintagma „učenog neznanja” predstavlja ključ kojim se ulazi u predvorje misli Kuzankog. Kolokvijalno govoreći, radi se o kamenu temeljcu njegove filozofske misli. Osim učenog neznanja, druga glavna tema njegovog filozofskog promišljanja jest podudaranje oprečnog.
Ističući temelj filozofske misli, Kuzanski ostaje na vrelu antičke filozofske misli. Čuđenje tumači kao polazište filozofije uopšte, pri čemu ostaje na vrelu antičke tradicije. Kuzanski smatra „ispravnim da čuđenje, zbog kojeg biva filozofiranje, prethodi želji za znanjem, da bi se um, kojem „razumevati” jeste „biti”, usavršio u bavljenju istinom”. Odmah je na početku rešena svaka nejasnoća vezana za vlastitu egzistenciju. Um je instrument koji potvrđuje sigurnost vlastite egzistencije putem vlastite sposobnosti poimanja, suđenja i zaključivanja. Iako je čovjek u stalnom odnosu prema bićima i bitku, Kuzanski pretpostavlja metodološki paradoks, koji nalazimo kod Sokrata (470—399). Upravo, pod tim vidikom, Kuzanski navodi da „ništa savršenije u naukovanju neće se ni najučenijem čoveku dogoditi nego to da otkrije da je vrlo učen u neznanju, koje mu je navlastito, i toliko će netko biti učeniji koliko više bude sebe znao onim koji ne zna”. Na temelju elenktičkog postupka Sokrat pokušava da razabere prividno znanje svojih sugovornika, koje strogim ispitivanjem po umu nije održivo. Njegova je metoda utemeljena na poverenju u Logos čija zakonitost dovodi do pravog uvida.
Kuzančev stav „znati je ne znati” ima metodološku funkciju. Um u svojoj razumnoj delatnosti susreće se s pitanjima na koje nema odgovor. Svaki je čovek suočen s graničnim pitanjima svoje egzistencije. Svojom metodom o učenom neznanju Kuzanski ukazuje na čoveka kao determinirano biće, ali istovremeno biće koje je u upućeno prema onome što je neograničeno i beskonačno. Upravo to beskonačno implicitno uključuje govor o Bogu. Stoga Kuzanski ne upotrebljava samo izraz učeno neznanje, nego i sveto neznanje. U tom smislu Kuzanski kaže: „sveto me neznanje, dakle, poučava da je ono što umu izgleda kao ništa ono neshvatljivo najveće”.
Celokupno njegovo delo „De docta ignorantia” jeste plod vizije koju je doživeo vraćajući se iz Grčke 1437. godine. O svom viđenju piše u pismu kardinalu Julijanu Cezariniju (1398—1444). U njemu Nikola Kuzanski ističe svoju veru da je uz „pomoć dara odozgo, od oca svetala, od kojeg je dano sve najbolje – bio doveden do toga da spozna ono neshvatljivo na neshvatljiv način u učenom neznanju nadilaženjem neprolaznih istina, ljudima spoznatljivih”. Upravo poniznost otvara put ka večnoj istini, odnosno Bogu. Stoga sintagma učeno ili sveto neznanje predstavlja otvorenost čovekovog uma prema večnoj istini, koja je utelovljena u Bogu. Svojom verom i otvorenim srcem, Kuzanski potvrđuje shvatanje po kojem je vera nezasluženi dar Božji, dostupan onima koji ponizno prose. Stoga se može posmatrati kroz reči sv. Avgustina (354—430) veruj da bi razumeo, razumi da bi bolje verovao. Navedene reči biskupa iz Hipona, predstavljaju maksimu za shvatanje Nikole Kuzanskog kao čoveka, filozofa i teologa.

### Uloga matematike u filozofskoj misli Nikole Kuzanskog
Nikola Kuzanski je studirao pravo, filozofiju, fiziku, matematiku, medicinu i teologiju. Svoje studije započinje u Hajdelbergu, nastavlja ga u Padovi gde stiče doktorat iz prava, te nastavlja studije filozofije i teologije u Kelnu.
Tokom celog svoga života, Kuzanski se bavio matematičkim problemima, a njegov je značaj na renesansnu misao neupitan. Njegovo razmišljanje utemeljeno je duboko u pitagorejskoj misli, kao što je slučaj i kod velikih mislioca novog doba (Kopernik, Kepler, Galilej, Njutn). U tom smislu Kuzanski postavlja retoričko pitanje: „nije li Pitagora, nazivom i delom prvi filozof, svako istraživanje istine povezao s brojevima?”.
Verojatno polazeći od otkrića da se intervali tonske lestvice mogu svesti na racionalne brojevne odnose titrajućih žica, Pitagora (580-500. p. n. e..) i sledbenici njegove škole, pitagorejci, razvili su misao da se bit celokupne stvarnosti sastoji u brojevima. Naime, Pitagora je tvrdio da se istinska stvarnost prirode nalazi u principu forme i mere, proporcije i broja. Razgovor o broju i prirodi nužno implicira pitanje o primenjivosti matematike, a u antici je matematika shvatana kao naouka o čistim formama i idejama. Pitagora redukuje geometriju na aritmetiku, a temelj toga je da su svake dve dužine merljive, što znači „da uvek postoji njihova zajednička mera koja ima ulogu jedinice merenja pri uspostavljanju njihovog brojevnog odnosa”. Pojednostavljeno može se pretpostaviti da dužina a ima 12 mernih jedinca (a=12 jedinica ), a b 5 (b=5 jedinica). Dužina a i b su mjerljive. Sami pitagorejci su dokazali kako se kod kvadrata nailazi na problem. Naime, stranica i dijagonala kvadrata nemaju zajedničke mere. Nastaje problem nesumerljivosti, koji je dugo dovodio u pitanje ispravnost teze pitagorejaca.
Problem je rešen u 19. veku utemeljenjem realnog broja, čime je potvrđeno Pitagorino stajalište da je broj temelj matematike. Rešenju problema doprineo je nemački matematičar J. W. R. Dedekind (1831—1916) sa svojom teorijom realnih brojeva (1872). Po njemu, realni brojevi su „rez u području racionalnih brojeva, koji se sastoji od beskonačne klase racionalnih brojeva manjih od tog iracionalnog broja i beskonačne klase racionalnih brojeva većih od njega”. Istovetno učenje razvili su istovremeno Kantor (1845—1918) i Vajerštras (1815—1897).
O, odnosu bića među sobom, te stvarnosti, ne može se reći ništa bez broja, smatra Kuzanski. Upravo, takvo mišljenje ima Pitagora i njegovi učenici. Stvarnost je protkana brojevima i brojevnim odnosima. Za Pitagoru je broj 10 sveti broj, koji se dobio zbrajanjem brojeva 1, 2, 3 i 4. Svaki od navedenih brojeva predstavlja određenu dimenziju stvarnosti. Govoreći o broju deset kao o svetom broju, treba imati na umu da je pitagorejska škola pod uticajem religiozno-mističnih karakteristika (npr. teorija o seljenju duša).
U slučaju da broja nema, nestaje red, odnos i sklad među stvarima, navodi Kuzanski. Prema njemu, kod brojeva treba odrediti najmanji, a od jedinice nema manjeg. U tom najmanjem dolazi do podudaranja s najvećim. Na temelju toga zaključuje da je „apsolutna jednost, kojoj se ništa ne suprotstavlja, dakle, sama apsolutna najvećost, koja je blagoslovljeni Bog”. Na tragu Aristotelovog (384—322) dokaza o prvom nepokrenutom pokretaču iz svoje Metafizike, Kuzanski napušta regresum in infinitum, te zaključuje kako je „nužno da ono stvarno najveće bude početak i svršetak svih konačnih stvari. [...] Mora stoga postojati ono najveće naprosto, bez čega ništa ne može biti”. Pitagora tumači jednost trojno. Ovo shvaćanje Kuzanski preslikava na Trojstvo, u kojem Oca naziva jednost, Sina jednakošću, a Duha Svetog svezom.
Tumačeno u duhu aristotelko-skolastičke tradicije, Kuzanski ostaje na tragu njenih instrumentarija (bît, bitak, biće), što ga uvodi na prag teoloških dogmi (o jednom i trojednom Bogu). Govoreći o bitku, odnosno o Bogu, mnogi su nastojali da izbegnu ili ukinu suprotnost i protuslovlje u njemu. Eklatantni primer se nalazi u suprotstavljenim mišljenjima Parmenida (540—470) i Heraklita (550—480). Nikola Kuzanski se ne opterećuje time, već pretpostavlja upravo suprotno. Stoga kaže da se najveća istina očituje u tome da „najveće jeste ili nije; ili jeste i nije; ili niti jeste niti nije”. Ovaj stav se može tumačiti i posmatrati u odnosu na spoznaje tri puta Pseudo-Dionisije Areopagite (živeo oko 500). Svrha njegovih spoznajnih puteva jeste da se ukaže na neprikladnost ljudskog govora, ali i shvatanja Boga. Zaključujući o razlozima korištenja matematike u govoru o božanskim stvarima, Kuzanski kaže da se „možemo prikladnije služiti matematičkim znakovima zbog njihove neprolazne izvesnosti, jer nam je pristup božanskim stvarima otvoren jedino putem simbola”. To ne znači da matematikom dolazi do istinite spoznaje bitka.
Pretpostavljena je razlika između konačnog i beskonačnog. Ljudi i druga bića, odnosno ono što jeste, pripada svetu konačnog i determiniranog. S druge strane, nalazi se svet beskonačnog i apsolutnog, odnosno onoga što u potpunosti nadilazi konačno. U sferi konačnog, matematika je konstantan način spoznavanja, stoga je ona za Kuzanskog jedini mogući način za spoznavanje beskonačnog.
Pretpostavljaju se tri načina, odnosno stupnja kako za poboljšavanje našeg predočavanja najvišeg. Pre svega, nužno je uočiti konačne matematičke likove s njihovim svojstvima. Nakon toga potrebno je navedena bitna svojstva na odgovarajući način preneti na beskonačne likove, a naposletku je potrebno dosadašnja bitna svojstva beskonačnih stvari primeniti na jednostavno beskonačno. Ova dijalektika Kuzanskog vodi do rasprave o beskonačnoj crti, koju je sv. Anselmo (oko 1033-1109) uporedio s najvećom istinom.
Polazišna tačka rasprave jeste vrlo jednostavan sud kako je „konačna crta deljiva, a beskonačna nije, jer nema delova i u njemu se najveće podudara s najmanjim”. Kuzanski navodi da konačna crta u pojmu crte nedeljiva, jer konačna crta nije deljiva u necrtu, jer u veličini se ne dolazi do najmanjeg. Zaključuje, kako je beskonačna crta sama bît konačne crte. Polazeći od analogije konačne i beskonačne crte, Nikola Kuzanski označava Boga kao večnu i nepromenjivu bît svih stvari.

### Hristologija
Treći deo (knjiga) o učenom neznanju izlaže shvatanje Kuzanskog o Isusu Hristu. Ovaj deo teksta predmet je rasprava mislioca koji su se bavili proučavanjem koncepta učenog neznanja.
Na početku navedenog dela teksta, Kuzanski ponovno utvrđuje odnos stvorenog i nestvorenog, konačnog i beskonačnog. Stoga, navodi: „sve jeste ono što jeste na najbolji mogući način, između najvećeg i najmanjeg, a Bog je početak, sredina i svršetak sveukupnosti i onog pojedinačnog, tako da sve pristupa Bogu, bilo da se uspinje bilo da se spušta bilo da teži sredini”. Presveto Trojstvo čine Otac, Sin i Duh Sveti, a može se posmatrati kao „transcendentalni uslov mogućnosti istorijskog-spasenjskog Božjeg samosaopštavanja u Isusu Hristu po Duhu Svetom”.
Kuzančeva hristologija oslanja se na hršćansku teološku misao. U tom smislu, Hrist ima ulogu posrednika između nas ljudi i božanske stvarnosti. „Nije stoga naše opravdanje od nas, već od Hrista. Budući, da je on sva punina, u njemu postižemo sve ako ga imamo”. Kuzančev tekst prati tok života Isusa Hrista, od začeća da završetka. Prema Kuzanskom, svojim rođenjem Isus iz Nazareta započinje ostvarenje božanskog plana spasenja. Božanska ekonomija spasenja usmerena je prema svakom čoveku. Ljudi su pozvani da žive s verom u Isusa Krista, sinom Božjijem. On je zarad ljudi došao na svet i otkupio je ljudske grehe. Isus Hrist je ljudski spasitelj i otkupitelj.
Drugi vatikanski sabor (1962—1965) ima osobit značaj za katoličku teologiju. S obzirom na Isusa Hrista i njegovu spasiteljsku ulogu, stavljen je naglasak na jedinstvenost spasenjskog događaja u Isusu Hristu. Ne umanjuje se važnost krsta, te se u pashalni događaj uključuje uskrsnuće, uzašašće i dar Duha Svetog. Kuzanski tematizira misteriju smrti i uskrsnuća, a u tom kontekstu kaže: „Zaslepljeni su, onda, svi oni koji veruju u uskrsnuće, a ne priznaju da je Hrist posrednik, mogućnosti tog istog, jer vera u uskrsnuće jeste i potvrda božanskosti i čoveštva Hristova i potvrda same činjenice smrti i uskrsnuća”. Uskrsnuće se predstavlja kao najveći iskaz Hristovog božanstva. Iz toga proizlazi da uzašašće nema takvu spoznajnu moć. Njegovo se očitovanje javlja o Duhovima. Tada Isus Hrist, uzašavši na nebo, svoju prisutnost prikazuje znakovima.
Na kraju Kuzanski naglašava Kristovu ulogu sudije živih i mrtvih. Istaknuta je misao o nemogućnosti nas smrtnika da u potpunosti razumemo Božji sud. Misao o nerazumevanju Kuzanski tumači u skladu s čovekovom željom da Boga prikaže nama poznatim osobinama. Ovde je ponovno vidljiv uticaj Dionizija Areopagite na Kuzanskog, kao i celom delu.

### Ostavština
„Učeno neznanje” jeste metoda koja služi Kuzanskom za shvaćanje transcendentnog. Njegov životopis govori kako je na putu iz Carigrada doživeo viđenje. Upravo je taj trenutak ključan za strukturiranje koncepta učenog neznanja. U skladu s time, kod njega je vidljiva kohezija filozofije i teologije.
U tumačenju Trojstva polazi od pitagorejskog shvaćanja broja. Na temelju broja, Kuzanski čini razliku između konačnog i beskonačnog. Brojevi su pretpostavka za spoznaju i razlikovanje konačnih bića. Čovek je konačno biće, stoga ne može u potpunosti spoznati apsolutno i beskonačno. U pozadini toga shvatanja, kod Kuzanskog je vidljivo učenje Dionizija Areopagite o trima putovima spoznaje Boga. S obzirom da su matematičke spoznaje najizvesnije u konačnom svetu, čovek putem njih pokušava da spozna apsolutnu istinu. Kuzanski izričito navodi da se putem matematičke izvesnosti ne može spoznati beskonačno, odnosno Bog. Tu je očit stav Nikole Kuzanskog, kao vernika.
Na temelju Pitagorinog stava da je jedno trojno, Kuzanski utemeljuje Trojstvo. Oca naziva jednost, Sina jednakošću, a Duha Svetoga svezom. Strogo razlikujući konačno i beskonačno, Kuzanski navodi posredničku ulogu Isusa Hrista između čoveka i Boga. Hrist je za ljude podneo muku i smrt na krstu, uskrsnuo i uzašao na nebo. Na kraju, Kuzanski ističe Hrista kao sudiju živih i mrtvih.
Delo, O učenom neznanju zauzima značajno mesto u filozofiji renesanse, a time i u celokupnoj istoriji filozofije. U tom smislu, Džasper Hopkins zaključuje: „Kao i svako značajno filozofsko delo, „De docta ignorantia” ne može se razumeti samo tako da bude pročitano; ono se mora proučavati”.

## Radovi
Nikola Kuzanski je napisao veliki broj radova, među kojima su:
- De auctoritate praesidendi in concilio generali (1434), a proposal for resolving the question of presidency over the deliberations of the Council of Basil.
- De concordantia catholica (The Catholic Concordance) (1434), a synthesis of ideas on church and empire balancing hierarchy with consent.[2]
- Reparatio kalendarii (1434/5), a plan for reforming the church's calendar.
- De Docta ignorantia (On Learned Ignorance) (1440).[3]
- De coniecturis (On Conjectures) (1441—2)
- Dialogus concludens Amedistarum errorem (1441), an ecclesiological explanation of his papal advocacy.
- De Deo abscondito (On the Hidden God) (1444/5)[3]
- De quaerendo Deum (On Seeking God) (1445)[3]
- De date patris luminum (On the Gift of the Father of Lights (1445/6)
- De transmutationibus geometricis
- De arithmetricis complementis (1445)
- De filiatione Dei (On Divine Sonship)
- De genesi (On Genesis)
- Apologia doctae ignorantiae (The Defense of Learned Ignorance) (1449), a response to charges of heresy and pantheism by the Heidelberg scholastic theologian John Wenck in a work entitled De ignota litteratura (On Unknown Learning).[4]
- Idiota de mente (The Layman on Mind) (1450). This is formed of four dialogues: De Sapientia I-II, De Mente III, and De staticis experimentis IV.
- De visione Dei (On the Vision of God) (1453), completed at the request of the monks of the Benedictine abbey at Tegernsee.
- De pace fidei (1453), written in response to the news of the fall of Constantinople to the Turks.
- De theologicis complementis, in which he pursued his continuing fascination with theological applications of mathematical models.
- De mathematicis complementis (1453)
- Caesarea circuli quadratura (1457)
- De beryllo (On the Beryl) (1458), a brief epistemological treatise using a beryl or transparent stone as the crucial analogy.
- De aequalitate (1459)
- De principio (1459)
- Reformatio generalis, (1459) a treatise on the general reform of the church, written at the request of Pope Pius II, but generally ignored by the Pope and cardinals.[4]
- De possest (1460)
- Cribratio Alkorani, a Christocentric evaluation of the Koran written at the request of Pope Pius II, based on the twelfth-century translation of Robert of Ketton.
- De non aliud (On the Not-Other) (1462)
- De venatione sapientiae (1462)
- De ludo globi (1463)
- Conpendium (1463)
- De apice theoriae (On the Summit of Contemplation) (1464), his last work.[3]

### Moderna izdanja
- Opera omnia, ed. E Hoffmann et al., (Hamburg: Felix Meiner, 1932-2006) [The modern critical edition, begun under the editorship of Ernst Hoffmann and Raymond Klibansky]
- Acta Cusana, ed Erich Muethen and Hermann Hallauer, (1976-) [A series designed to publish all extant documents, letters, deeds and other materials in which Cusanus and his activities are mentioned]
- On Learned Ignorance, tr. J Hopkins, (Minneapolis, MN: Banning, 1985)
- Jasper Hopkins, Nicholas of Cusa's Dialectical Mysticism: Text, Translation, and Interpretive Study of De Visione Dei , (Minneapolis, MN: Banning, 1985)
- Dialectical Mysticism, tr. J Hopkins, (Minneapolis, MN: Banning, 1988)
- De auctoritate praesidendi in concilio generali, tr. HL Bond et al., Church History 59, (1990), 19-34
- De concordantia catholica (The Catholic Concordance), tr. P Sigmund, Cambridge Texts in the History of Political Thought, (Cambridge: CUP, 1991)
- A Miscellany on Nicholas of Cusa, tr. J Hopkins, (Minneapolis, MN: Banning, 1994)
- On Wisdom and Knowledge, tr. J Hopkins, (Minneapolis, MN: Banning, 1996)
- Metaphysical Speculations, tr. J Hopkins, 2 vols, (Minneapolis, MN: Banning, 1997-2000) [Contains translations of: Vol 1: De apice theoria; Vol 2: De Coniecturis and De Ludo Globi]
- Bond, H. Lawrence (ed.), Nicholas of Cusa: Selected Spiritual Writings, Classics of Western Spirituality, .  [Contains translations of On Learned Ignorance, Dialogue on the Hidden God, On Seeking God, On the Vision of God, and On the Summit of Contemplation.]
- Hopkins, Jasper (ed.), Complete philosophical and theological treatises of Nicholas of Cusa, 2 vols., (Minneapolis: AJ Banning Press, 2001)
- Izbicki, Thomas M., ed., Nicholas of Cusa, Writings on Church and Reform, (Cambridge, MA: Harvard University Press, 2008).

## Literatura
- Beierwaltes, Werner, 'Cusanus and Eriugena', Dionysius, 13 (1989), pp. 115–152.
- Bellitto, Christopher, Thoma M Izbicki and Gerald Christianson, eds, Introducing Nicholas of Cusa: A Guide to a Renaissance Man, (New York: Paulist Press, 2004).
- Catà, Cesare, 'Perspicere Deum. Nicholas of Cusa and the European Art of Fifteenth Century', Viator 39 no. 1 (Spring 2008).
- McGinn, Bernard, The Harvest of Mysticism, (2005), pp. 432–483.
- Meuthen, Erich, Nicholas of Cusa: A Sketch for a Biography. (Washington, DC: The Catholic University of America Press, 2010).
- Miller, C. Lee, Reading Cusanus: Metaphor and Dialectic in a Conjectural Universe, (Washington, DC: Catholic University of America Press, 2003).
- Yamaki, Kazuhiko, ed., Nicholas of Cusa: A Medieval Thinker for the Modern Age, (Routledge, 2001).
- Catà, Cesare, 'La Croce e l'Inconcepibile. Il pensiero di Nicola Cusano tra filosofia e predicazione', EUM, Macerata (2009).
- D'Amico, Claudia, and Machetta, J., eds, 'El problema del conocimiento en Nicolás de Cusa: genealogía y proyección', Editorial Biblos, (2004).
- Flasch, Kurt, Nikolaus von Kues: Geschichte einer Entwicklung, (Georg Olms Verlag: 1998).
- Hoff, Johannes, Kontingenz, Berührung, Überschreitung. Zur philosophischen Propädeutik christlicher Mystik nach Nikolaus von Kues, (Alber: Freiburg/Br. 2007) [Contingency, Tangency, Transgression. A Philosophical Propaedeutics of Christian Mysticism subsequent to Nicholas of Cusa]
- Jaspers, Karl, Nikolaus Cusanus, (München, 1964).
- Kern, Ralf, Wissenschaftliche Instrumente in ihrer Zeit, 4 Bde. (Köln: Walther Koenig, 2010).
- Kijewska, Agnieszka, Roman Majeran, Harald Schwaetzer (eds), Eriugena Cusanus. (Lublin, 2011).

## Spoljašnje veze
- Nikola Kuzanski i njegov utjecaj na hrvatske renesansne filozofe
- Nikola Kuzanski на сајту Internet Archive (језик: енглески)
- Nikola Kuzanski на сајту LibriVox (језик: енглески)
- The Vision of God Free audio in English
- Cusanus University
- Bernkastel-Kues tribute to Nikolaus von Kues
- MacTutor biography, focusing on mathematical achievements
- A biography of Nicholas of Cusa
- Chronological list of the works of Nicholas of Cusa
- History of Modern Philosophy: From Nicolas of Cusa to the Present Time Richard Falckenberg 1893
- Catholic Encyclopedia article on Nicholas of Cusa
- Website of the Cusanusstift
- American Cusanus Society
- Cusanus-Portal
- „Jasper Hopkins, Ph.D.”. Архивирано из оригинала 27. 11. 2012. г. Приступљено 09. 01. 2019. has produced English translations with some commentary of much of Nicholas's work. PDF versions are available at this site.
- Cusa's Peace of Faith
- Rolf Schönberger (ed.): „Nicolaus Cusanus.”. Архивирано из оригинала 16. 12. 2021. г. Приступљено 09. 01. 2019. In: Alcuin. Infothek der Scholastik (Regensburg)